# Rym Saïdi
Rym Saïdi ou Rim Saïdi (arabe : ريم السعيدي), née le 21 juin 1986 à Tunis, est un mannequin tunisien.

## Carrière
Saïdi commence sa carrière comme mannequin en 2003, après avoir remporté Elite Model Look en Tunisie. En 2006, elle remporte la première édition de l'émission Mission Fashion sur LBC, où le styliste libanais Elie Saab habille les finalistes.
Rym Saïdi est représentée par l'agence Profile Model Management à Londres, Women Direct à Milan, MP Management à Paris et Miami, One Management à New York et Munich Models (en) à Munich.
En Italie, elle acquiert une notoriété après sa campagne pour Wind aux côtés de l'acteur italien Giorgio Panariello, puis après son apparition en tant que Mère Nature dans l'émission italienne Ciao Darwin (it),.
Elle participe par ailleurs à la quatrième saison de l'émission Raqs el Noujoum diffusée sur la chaîne libanaise MTV.
Elle est aussi le visage de l'agence de voyages tunisienne Traveltodo en 2015-2016.